# Smolnik (gmina Dobrova-Polhov Gradec)
Smolnik – wieś w Słowenii, w gminie Dobrova-Polhov Gradec. W 2018 roku liczyła 159 mieszkańców.